# Kamakura-fu

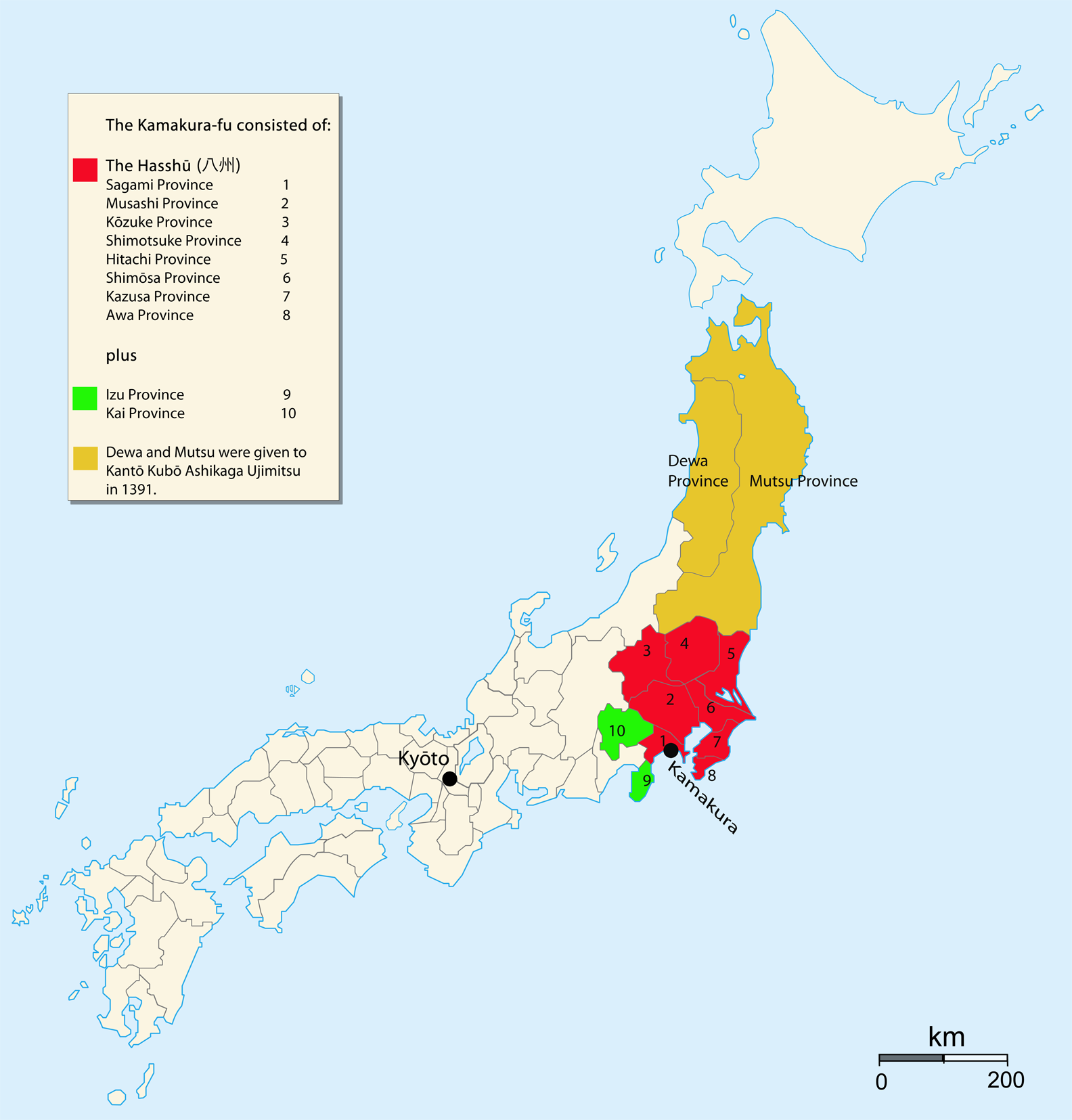
Le Kamakura-fu à l'époque de son expansion maximale.

Le Kamakura-fu (鎌倉府, gouvernement de Kamakura) ou Kantō-fu (関東府, gouvernement de Kantō) est un gouvernement régional installé à Kamakura, dans l'actuelle préfecture de Kanagawa, par le shogunat Ashikaga et demeuré en place de 1349 à 1455. À sa tête se trouve une dynastie de dirigeants Ashikaga appelés Kamakura kubō (ou Kantō kubō). Ils sont assistés par des adjoints appelés Kantō kanrei, traditionnellement choisis parmi les membres du clan Uesugi.
Du point de vue structurel, le Kamakura-fu est une réplique à petite échelle du gouvernement de Kyoto, dispose des complets pouvoirs judiciaires et exécutifs au sein de ses territoires et est responsable de son armée. Au début, ses territoires comprennent juste les huit provinces de la région de Kantō (le Hasshū (八州), plus les provinces de Kai et d'Izu. Plus tard, le Kantō kubō Ashikaga Ujimitsu reçoit du shogunat les deux grandes provinces de Mutsu et de Dewa pour récompense de son soutien militaire.

## Histoire deKamakura-fu

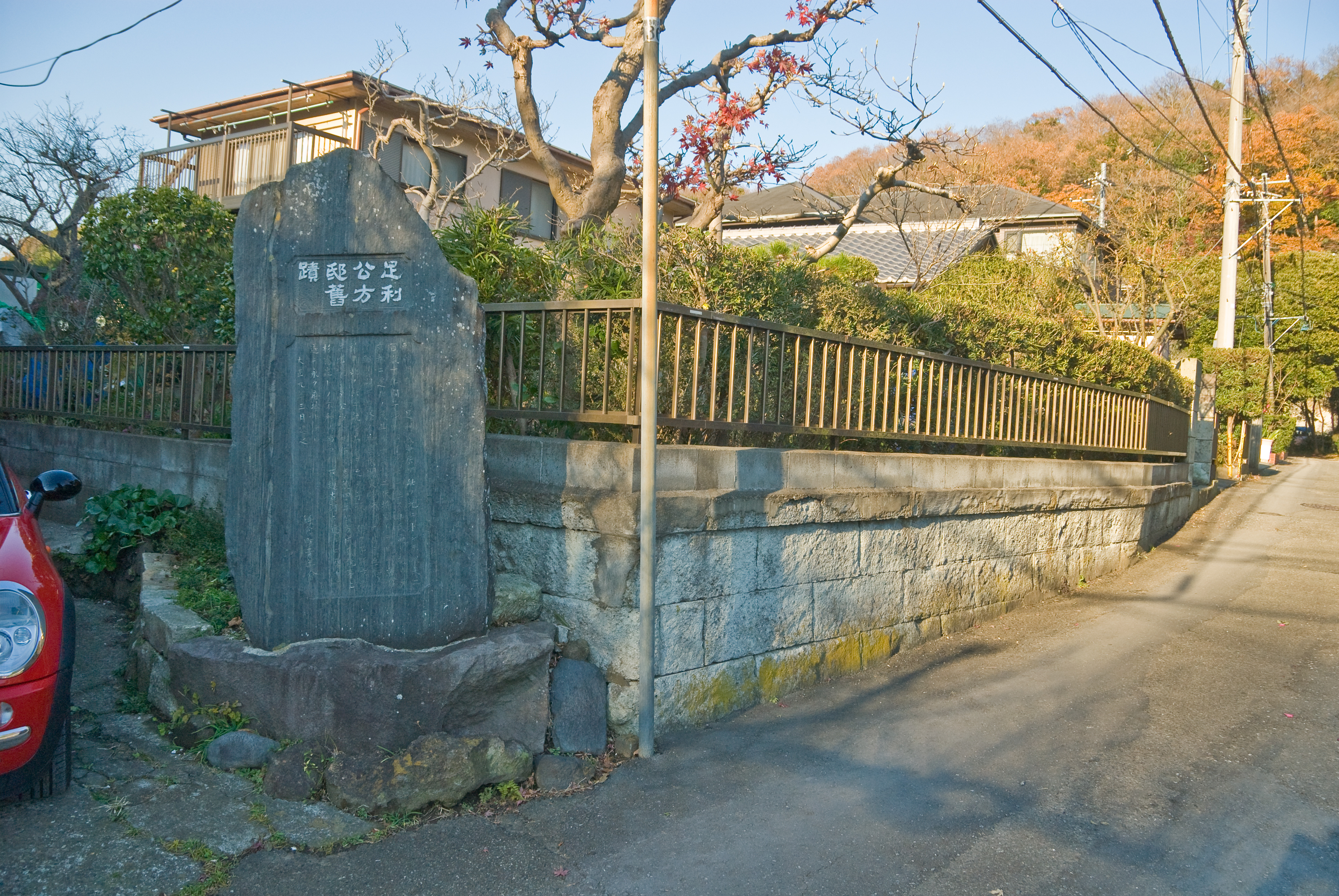
Cette stèle à Kamakura indique l'endroit où se trouvait le manoir du kubō, siège du gouvernement.

En 1333, immédiatement après la chute du shogunat de Kamakura, l'empereur Go-Daigo veut rétablir son autorité à Kamakura et dans l'est du pays sans y envoyer de shogun car cela est considéré, tout juste un an après la chute de Kamakura, comme encore trop dangereux. En guise de compromis, il envoie son fils de six ans, le prince Norinaga, dans la province de Mutsu (actuelle région d'Aomori) et le nomme gouverneur-général des provinces de Mutsu et Dewa. En réponse évidente à cette initiative, Ashikaga Tadayoshi, sans ordre de l'empereur, escorte un autre de ses fils, le prince Narinaga (aussi appelé Nariyoshi) âgé de 11 ans à Kamakura, où il l'installe gouverneur de la province de Kōzuke avec lui-même en tant que représentant et de facto souverain,. Comme il gouverne sans ingérence de Kyoto et que la région elle-même est de fait un shogunat miniature, cet événement peut être considéré comme le premier embryon de ce qui allait bientôt être le shogunat Ashikaga.
Ashikaga Takauji, fondateur du shogunat Ashikaga qui, au moins nominalement gouverne le Japon durant les XIVe, XVe et XVIe siècles, établit d'abord sa résidence délibérément sur le même site à Kamakura où se trouvait le bakufu d'Ōkura de Yoritomo, mais, en 1336, il laisse Kamakura à la charge de son fils Yoshiakira et part vers l'ouest à la poursuite de Nitta Yoshisada. Des problèmes persistants avec l'empereur Go-Daigo persuadent alors Takauji de la nécessité de rester dans l'est. Les Ashikaga finissent par demeurer en permanence à Kyoto, faisant de Kamakura la capitale du Kamakura-fu (鎌倉府), région comprenant les provinces de Sagami, Musashi, Awa, Kazusa, Shimōsa, Hitachi, Kozuke, Shimotsuke (appelée Hasshū), plus les provinces de Kai et Izu. Le Kamakura-fu est ainsi l'équivalent de l'actuelle région de Kantō, plus les préfectures de Shizuoka et Yamanashi. En 1391, le kubō Ashikaga Ujimitsu est récompensé par le shogun Ashikaga Yoshimitsu pour son assistance contre le clan Yamana avec les deux énormes provinces de Dewa et Mutsu, portant le total à douze provinces.
L'arrivée à Kamakura de Yoshiakira, le fils d'Ashikaga Takauji, peut être considérée comme le début de facto du Kamakura-fu. Comme déjà mentionné, Yoshiakira a été envoyé par son père dans le Kantō en 1336 comme son représentant. Mais le premier Kamakura-fu officiel naît en 1349 lorsque Ashikaga Motouji est envoyé à Kamakura par son père pour remplacer Yoshiakira, appelé à Kyoto. Motouji est suivi dans l'ordre par Ashikaga Ujimitsu, Mitsukane, Mochiuji, et Shigeuji, tous de sa lignée.
Motouji a été envoyé par son père, le shogun Ashikaga Takauji, précisément parce que ce dernier a compris l'importance de contrôler la région de Kantō et veut y installer un dirigeant Ashikaga, mais l'administration de Kamakura se caractérise dès le commencement par sa rébellion, de sorte que l'idée du shogun ne fonctionne jamais vraiment et se révèle contre-productive. Les problèmes qui caractérisent l'institution dès son début culminent en 1439 lorsque Mochiuji est déposé et le Kamakura-fu repris par la force. Après un délai de dix ans, un effort est fait pour relancer l'institution et Ashikaga Shigeuji est envoyé pour prendre la place de son père Mochiuji. Les tensions entre le kubō d'un côté et le shogunat et les kanrei Uesugi de l'autre refont immédiatement surface en 1455 et Shigeuji est contraint de fuir Kamakura pour la ville amie de Koga dans l'actuelle préfecture d'Ibaraki, pour n'en jamais revenir.
À partir de ce moment, l'organisation du Kamakura-fu change beaucoup comme il est laissé entre les mains du clan Uesugi, alors qu'il était jusque-là sous l'autorité du kubō. Les Uesugi commencent peu à peu à exercer leur pouvoir à leur avantage et non à celui de Kyoto, et le Kamakura-fu cesse pratiquement d'exister. Toutefois, selon le Shinpen Kamakurashi, guide publié en 1685, plus de deux siècles plus tard, l'endroit où se trouvait la résidence du kubō est laissée vide par les paysans locaux dans l'espoir qu'il soit plus tard de retour.

## Source de la traduction
- (en) Cet article est partiellement ou en totalité issu de l’article de Wikipédia en anglais intitulé « Kamakura-fu » (voir la liste des auteurs).